# كاربينيتي
كاربينيتي (بالإيطالية: Carpineti)‏ هي بلدية في مقاطعة ريدجو إميليا في إقليم إميليا رومانيا الإيطالي.

## السكان
في سنة 1861 بلغ عدد السكان 4٬695 نسمة، وتطور العدد ليصل في سنة 2011 لـ 4٬178 نسمة.
يظهر هذا المخطط البياني تطور النمو السكاني لـ كاربينيتي